# Eilema quadrinotata
Eilema quadrinotata är en fjärilsart som beskrevs av Walker 1864. Eilema quadrinotata ingår i släktet Eilema och familjen björnspinnare. Inga underarter finns listade i Catalogue of Life.